# 코코 고프
코리 디온 고프(영어: Cori Dionne Gauff, 영어 발음: /ˈɡɔːf/, 2004년 5월 15일~)는 미국의 테니스 선수이다. 2023년 US 오픈에서 벨라루스의 아리나 사발렌카를 꺾고 개인 첫 그랜드슬램 우승을 하였다.

## 경력 통계

### 그랜드 슬램 결승

#### 단식: 3회 진출 (우승 2회)
| 결과   | 연도 | 대회        | 코트   | 결승 상대       | 스코어             |
| 준우승 | 2022 | 프랑스 오픈 | 클레이 | 이가 시비옹테크 | 1-6, 3-6           |
| 우승   | 2023 | US 오픈     | 하드   | 아리나 사발렌카 | 2-6, 6–3, 6-2      |
| 우승   | 2025 | 프랑스 오픈 | 클레이 | 아리나 사발렌카 | 6–7(5–7), 6–2, 6–4 |